# Кушиньская, Моника
Моника Кушиньская (пол. Monika Kuszyńska, родилась 14 января 1980 года, Лодзь, Польша) — польская певица и автор текстов, бывшая вокалистка группы Varius Manx. Представитель Польши на 60-м конкурсе песни Евровидение в Вене.

## Биография
Закончила XXI общеобразовательный лицей имени Болеслава Прусса в Лодзи. Получила высшее образование, степень магистра искусств. Имеет диплом по специальности: «музыкотерапевт». Со своей первой группой «Farenheit» выпустила сингл «Film». Во время записи этого произведения была замечена лидером группы «Varius Manx» Робертом Янсоном. В конце 2000 года стала вокалисткой этой группы, сменив Касю Станкевич. В 2001 году вышел первый совместный альбом «Eta». В следующем году поехала с группой на Фестиваль прибалтийских стран, где выиграла гран-при за исполнение песни «Moje Eldorado». В том же 2002 году вышел очередной альбом «Eno». В 2004 году группа отметила специальной вечеринкой в Ополе своё 15-летие. Вышел альбом «Emi».
В 2006 году группа записала четвёртый альбом с участием Моники (как оказалось, их последний совместный альбом). Это был очень необычный проект. Записаны были самые известные песни группы в сопровождении симфонического оркестра. В этот диск, кроме того, вошли 3 студийных песни, которые никогда не выходили на других альбомах группы, автором текстов которых стала Моника. На диске содержится 2 звуковые дорожки с обращениями Моники к зрителям того живого концерта с оркестром, с которого была сделана основная запись.
В 2006 году планировалась серия концертов группы в Америке и запись там студийного альбома в студии звукозаписи в Калифорнии у продюсера Джея Баумгартнера (работающего со звёздами первой величины Америки), который после прослушивания песни Моники «Bezimienna» (премьера её была в 2005) прислал ей и музыкантам личное приглашение к сотрудничеству, настолько он был очарован этой песней и особенно — высоким и чистым голосом вокалистки. Сама эта песня была записана в его студии в апреле 2006. И эти великолепные перспективы оборвала трагедия 28 мая.
28 мая 2006 года (рано утром) Кушиньская, вместе с другими участниками группы (лидером группы, звукорежиссёром и гитаристом), попала в автомобильную аварию под Миличем. Автомобилем управлял Роберт Янсон. У вокалистки, которая пострадала сильнее других, оказался сломан позвоночник, были переломы рёбер и повреждены лёгкие. С тех пор Моника парализована от пояса вниз и передвигается в инвалидном кресле. 16 июля 2006 года, во время фестиваля TOPtrendy 2006 в Сопоте, прошёл специальный концерт помощи пострадавшим в аварии.
В 2009 году вышел альбом Беаты Беднаж «Pasja miłości», в котором Кушиньская спела собственную песню «Nowa rodzę się». В феврале 2010 году в составе Varius Manx певицу заменила Анна Юзефина Любинецкая (Лари Лу). В июне того же года, впервые после аварии, Моника выступила на публике, исполнив в программе «Dzień Dobry TVN» песню «Nowa rodzę się». В 2012 году была тренером лодзинской команды теле-конкурса на канале TVP2 «Bitwa na głosy». Со своей группой заняла 5 место. В финальной стадии шоу состоялась премьера её песни «Ocaleni». 2 июня с этой песней приняла участие в номинации «Премьера» 49-го фестиваля польской песни в Ополе. 12 июня 2012 года вышел её первый сольный альбом «Ocalona».
В феврале 2013 года была номинирована на приз телеакадемии «Wiktory» в номинации «Звезда песни и эстрады». Тогда же стала ведущей цикла передач о судьбе людей в программе «Dzień Dobry TVN». 14 апреля 2014 года победила в опросе на награду «ONA to SKARB».
В мае 2015 года Кушиньская выступила в качестве представительницы Польши на 60-м конкурсе песни Евровидение в Вене, исполнив песню «In the Name of Love». Польская версия песни «Obudź się i żyj» станет официальным синглом нового альбома певицы, выход которого запланирован на весну 2016 года.
4 ноября 2015 года вышла в свет автобиографическая книга Моники Кушиньской «Другая Жизнь» («Drugie Życie»). В этой книге Моника рассказывает подробности своей жизни после трагедии, в результате которой осталась парализованной, о том, как она вернулась к активной жизни и к выступлениям на большой сцене, несмотря на то, что прикована к инвалидному креслу, о преодолении своих слабостей и страхов, о взгляде на жизнь, на свои новые возможности, на мир, всей душой Моника верит в то, что эта её книга вселит веру и надежду в каждого человека в моменты борьбы за здоровье и в самые трудные времена жизни. Презентация книги состоялась 9 ноября в книжно-музыкальном магазине в Варшаве. Моника сперва дала концерт (сопровождал Монику в этом концерте знаменитый композитор, певец и гитарист Бартек Гжанек, он играл на гитаре и пел вместе с ней) для публики, затем уже началась длительная церемония представления книги, в ходе которой Моника и редактор книги Катаржина Пжыбышевска дали развёрнутые ответы на вопросы прессы и закончилось это мероприятие долгой раздачей Моникой автографов на уже купленных книгах.

## Личная жизнь

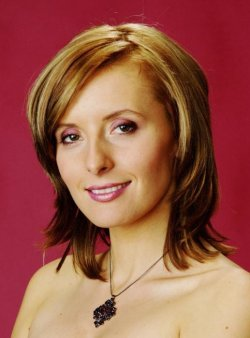
Моника Кушиньская (2003 год).

В 2011 году Кушиньская вышла замуж за Якуба Рачиньского. В 2013 году пара получила приз «Серебряное яблоко», присуждаемый журналом «Pani» «лучшим польским парам».
Моника обожает животных. В её доме живут 2 кошки, 1 кот и 1 собака. Из них — одна кошка и собака были взяты Моникой из Приюта для брошенных зверей в родном городе Лодзи.
У Моники есть младшая сестра, Марта, младше Моники на 5 лет, она стала известным дизайнером одежды, именно она разрабатывала платья и костюмы сестры на Евровидении 2015, и стала её личным имиджмэйкером. И именно Марта помогла Монике вернуться к жизни после трагедии 2006 года, она оставила учёбу и ухаживала за больной Моникой, когда та осталась парализованной после трагедии.
В детские годы и в юности Моника очень заботилась о Марте, водила её на все её занятия, в школу, на курсы, заботилась о том, чтобы младшая сестра чувствовала защиту и опору в ней.
Моника после трагедии снова освоила автомобиль, она сама водит машину и уже в 2010 году сама ездила на медицинские мероприятия.
По сегодняшний день Моника, её муж Якуб и родные верят в то, что Моника сможет снова ходить.
С 2004 по самый конец 2005 года Моника Кушиньская имела романтические отношения с Павлом Рурак-Сокалем, лидером польской музыкальной группы «Blue Café».

## Награды
- Золотой крест Заслуг (2013) — за заслуги в артистической деятельности и в благотворительности, в частности, в развитии спорта инвалидов.